# Marina Ribatski
Marina Ribatski (1984) también conocida como Marina Vello, y Marina Gasolina es una cantante, productora y compositora brasileña. Antes de tener éxito en el mundo de la música, fue estudiante de Letras de la Universidad Federal de Paraná (UFPR). 
Considera como su principal influencia musical a la banda Hole.
Desde 2005, estuvo al frente del grupo Bonde do Rolê. Dejó al grupo a finales de 2007, sin un motivo oficial.
En 2008, se trasladó a Londres, ocupándose en realizar pistas para otros grupos como Crookers, Herve, Maskinen, Severin, The Go! Team, AcidKids y Architecture in Helsinki. Esto la llevó a poseer una productora discográfica propia con sede en Berlín llamada Electronicat, en asociación con el cantante brasileño O Lendário Chucrobillyman. Incursionó también en la composición de canciones.
Apareció en la canción y video musical Dansa med vapen de Maskinen, lanzado en octubre de 2009. 
En 2012, se lanzó en dúo con Adriano Cintra, exintegrante de Cansei de Ser Sexy.

## Singles y canciones
- "Dansa Med Vapen"
- "(Edu K) Me Bota Pra Dançar"
- "Freak Le Boom Boom"
- "Baseball Bat"
- "Funk Do IPhone"
- "We'll Meet Again"